# آرمن یرمیان
آرمن یرمیان (ارمنی: Արման Երեմյան زاده ۲۹ ژانویه ۱۹۸۶ در ایروان، ارمنستان شوروی) یک تکواندوکار اهل ارمنستان است؛ که در مسابقات قهرمانی تکواندو اروپا در سال ۲۰۰۹ به نشان طلا دست یافت.
یرمیان پرچمدار کاروان ورزشی ارمنستان در مراسم افتتاحیه بازی‌های المپیک تابستانی ۲۰۱۲ لندن بود.
وی همچنین موفق به کسب نشان‌هایی در مسابقات یونیورسیاد نیز شده است.